# جید پتیجان
جید پتیجان (انگلیسی: Jade Pettyjohn؛ زادهٔ ۸ نوامبر ۲۰۰۰) بازیگر اهل ایالات متحده آمریکا است. وی از سال ۲۰۰۷ میلادی تاکنون مشغول فعالیت بوده‌است.
از فیلم‌ها یا برنامه‌های تلویزیونی که وی در آن نقش داشته‌است، می‌توان به محاکمه با آتش، تابستان داکوتا و آخرین کشتی اشاره کرد.